# 山鳥坂村
山鳥坂村（やまとさかむら）は、愛媛県喜多郡にあった村。現在の大洲市肱川町山鳥坂・河辺町山鳥坂および内子町山鳥坂にあたる。

## 地理
- 河川 ： 河辺川

## 歴史
- 1889年（明治22年）12月15日 - 町村制の施行により、山鳥坂村および宇和川村・横山村・北表村・只海村の各一部の区域をもって発足。
- 1909年（明治42年）1月1日 - 奥南村と合併して河辺村が発足。同日山鳥坂村廃止。同年旧村域の一部（字オヤブ・ダラリ）が御祓村に編入。